# Igreja Santa Rita

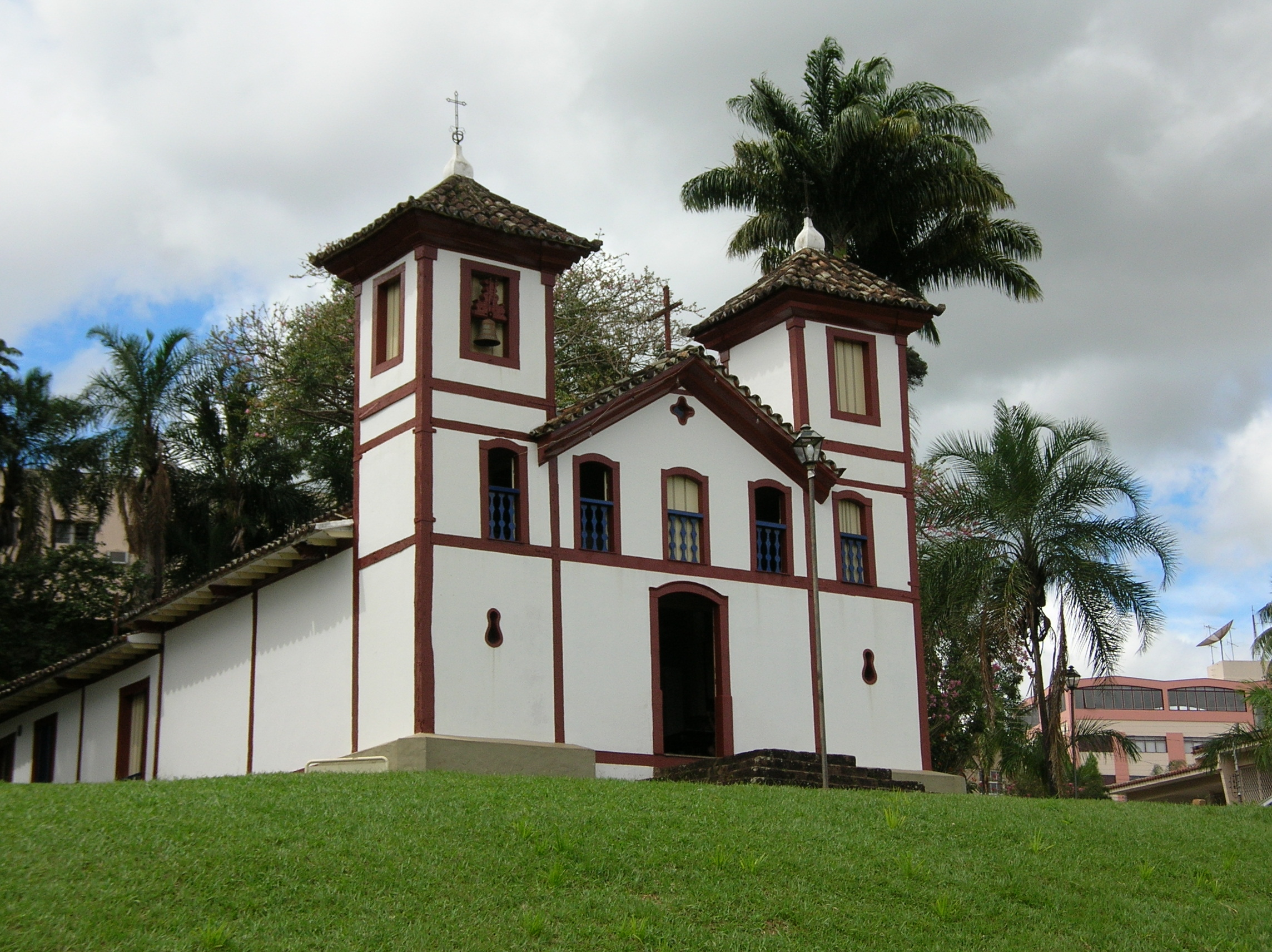

A Igreja Santa Rita construída no local onde teve início no povoamento da cidade brasileira de Uberaba, estado de Minas Gerais, tornou-se catedral em 1896.

## História
A igreja passou por diversas reformas, mas manteve seu estilo original e sua extrema beleza interior. Foi tombada pelo Instituto do Patrimônio Histórico e Artístico Nacional em 1939. O museu de Arte Sacra está instalado na Igreja. O acervo, rico em peças barrocas dos séculos
XVIII e XIX, reúne peças doadas pela Cúria Metropolitana, destacando-se as seções de vestes sacras, e estandartes
de procissões, tais como paramentos, alfaias, imagens e mobiliário.
Conta, a tradição, que no final do século XX (1980), nas escadas desta igreja, apaixonaram-se, perdidamente, um paulistano e uma tocantinense, da cidade de Peixe, desde então, outros namorados igualmente apaixonados, ali, nas mesmas escadas, esperam o aparecimento da lua, pretendendo reviver aquela inesquecível paixão.[carece de fontes?]